# نعمت‌آباد (یولاخ)
نعمت‌آباد (به لاتین: Nemətabad) منطقه‌ای مسکونی در جمهوری آذربایجان است که در شهرستان یولاخ واقع شده است. نعمت‌آباد ۲۰۶۲ نفر جمعیت دارد.